# Dapperheidskruis (Australië)

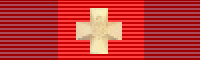
Lint

Het Dapperheidskruis  van Australië werd in 1975 door Elizabeth II van het Verenigd Koninkrijk, Koningin van Australië gesticht ter vervanging van het Britse George Cross. Het is net als de voorganger een hoge onderscheiding voor moed. Het kruis wordt aan een rood lint met brede scharlaken bies gedragen.
Het in 1972 ingestelde Canadese Dapperheidskruis, en het Canadese decoratiestelsel stonden model voor onderscheidingen in andere staten binnen het Gemenebest zoals:
- Het in 1975 ter vervanging van het Britse George Cross ingestelde Dapperheidskruis van Papoea-Nieuw-Guinea